# 제러미 벨냅

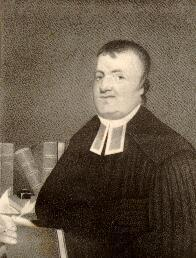

제러미 벨냅(영어: Jeremy Belknap, 1744년 6월 4일~1809년 1월 20일)은 미국의 성직자이자 사학자다. 《뉴햄프셔의 역사》를 쓴 것으로 유명하다.

## 참고

### 자료
- Belknap, Jeremy (1744-1798). 하버드 스퀘어 도서관.